# Hypolytrum cacuminum
Hypolytrum cacuminum là loài thực vật có hoa trong họ Cói. Loài này được Nelmes mô tả khoa học đầu tiên năm 1955.